# An Unseen Terror
An Unseen Terror è un cortometraggio muto del 1913 prodotto dalla Kalem Company. Il nome del regista non viene riportato nei credit del film interpretato da Alice Joyce e Tom Moore che venne distribuito nelle sale dalla General Film Company il 31 dicembre 1913.

## Produzione
Il film fu prodotto dalla Kalem Company.

## Distribuzione
Il film - un cortometraggio in due bobine - venne distribuito nelle sale USA dalla General Film Company il 31 dicembre 1913.